# Крымский, Ефим Степанович
Ефим Степанович Крымский (1838, Звенигородка, Звенигородский уезд, Киевская губерния — 1915, там же) — русский литератор, педагог и издатель. Отец Агафангела Крымского. Автор учебников и методических пособий по географии, арифметике, языку, многочисленных брошюр на этнографически-бытовые темы, краеведческих и библиографических работ.

## Биография
В 1871 году вместе с семьёй переехал в город Звенигородка, где работал в двуклассном городском училище — преподавал географию и историю. Вечерами он работал над написанием учебников и пособий: «Учебник географии», «Арифметические задачи в карточках», «Русская азбука» и другие.
1872 года в московской типографии В. Готье вышел учебник по географии Ефима Крымского.
1874 в типографии братьев Салаев опубликована книга Крымского «Арифметические задачи в карточках».
В 1877 году Крымский издаёт «Способ преподавания арифметики в народных, приходских училищах и подготовительных классах».
1878 выходит в свет «Русская азбука».
В 1881 году Ефим Крымский открыл первую в Звенигородке библиотеку, в фонде которой насчитывалось более 3000 томов. Значительное место в фонде вновь библиотеки занимали произведения Котляревского, Гребёнки, Квитки-Основьяненко, Шевченко, Костомарова, Кулиша. Часть книг из своей библиотеки подарил городу, который стал для него родным, — и его сын Агафангел.
В 1882 году Ефимом Крымским была основана в Звенигородке типография, оснащённая лучшим на то время оборудованием. Первой изданной книгой стала «Французская азбука для русских». Впоследствии выходит фундаментальная книга «Полный провинциальный календарь-альманах на десять лет», где были помещены, его исследования и советы в области земледелия и произведения русских поэтов Пушкина, Лермонтова, Некрасова. Всего издал более полутора десятка наименований книг.
Заядлый охотник, Ефим Крымский в 1885 году издал книгу «Охота на птиц и зверей в Малороссии», в которой, кроме описания охотничьих приключений, значительное место отведено охотничьим приметам, преданиям, поверьям, легендам.
Популярность в Звенигородке получили публицистические брошюры тиражом в 30 экземпляров и объёмом до 35 страниц. В них Ефим Крымский высмеивал местных взяточников, бюрократов, вымогателей, мошенников. Вот лишь некоторые из названий: «Дневник провинциального лентяя» (1883), «Записки провинциального шалапая» (1884), «Хроника провинциальной жизни».
Такая сатирическая деятельность не понравилась секретарю городской думы, дворянину без образования (но с целым набором купленных аттестатов и дипломов), Иордану Ганскому, который подал в суд за «клевету». Ход судебного процесса привлек внимание общественности всей Российской империи. О нём писали в Киеве, Одессе, Петербурге и Москве.